# Parady i marsze równości w Polsce
Parady i marsze równości w Polsce – zgromadzenia publiczne w formie marszów (najczęściej łączonych z manifestacją), których głównym celem jest demonstracja przeciwko dyskryminacji prawnej i społecznej, zwrócenie uwagi na prawa grup mniejszościowych, promowanie akceptacji społecznej, celebracja dumy mniejszości, zwłaszcza mniejszości seksualnych – lesbijek, gejów, osób biseksualnych, transpłciowych i queer (LGBTQ), jakie odbywają się w Polsce od 2001. Marsze w Polsce były inspirowane podobnymi wydarzeniami organizowanymi w miastach Stanów Zjednoczonych i Europy Zachodniej, które odbywają się tam od lat 70. XX wieku zazwyczaj pod nazwą Gay Pride lub Pride Parade („Marsz Dumy”).
Choć od lat postulaty podnoszone przez organizatorów i uczestników protestów są podobne i dotyczą przede wszystkim zrównania praw par jednopłciowych (podatkowych, spadkowych, rodzinnych), ułatwienia prawnego i medycznego dostępu do tranzycji dla osób transpłciowych oraz ochrony prawnej osób LGBTQ przed dyskryminacją, w polskim prawie nie doszło dotychczas do prawie żadnych zmian w tym zakresie. Zgodnie z corocznym raportem prowadzonym przez ILGA Europe, a dotyczącym prawnych regulacji prorównościowych wobec osób i rodzin LGBTQ, Polska w 2023 roku zajmuje ostatnie miejsce w UE i jedno z ostatnich spośród państw objętych badaniem, jeśli chodzi o zakres ochrony prawnej i rozwiązań antydyskryminacyjnych.

## Początki aktywizmu osób LGBTQ i pierwsze wydarzenia równościowe
Chociaż zarówno w Polsce Ludowej, jak i od początku istnienia III RP formalnie nie istniała prawna kryminalizacja czynów homoseksualnych, to w praktyce temat homoseksualności w życiu społecznym był uznawany za tabu. Obraz osób homoseksualnych czy transpłciowych, jeśli pojawiał się w literaturze czy szerzej, kulturze, to najczęściej w formie karykaturalnej, a oficjalna propaganda PRL łączyła osoby homoseksualne z najbrutalniejszymi przestępstwami. Z tego powodu aktywność działaczy walczących o prawa mniejszości seksualnych nie spotykała się w latach 90. XX wieku z poparciem społeczeństwa, ani tym bardziej władz publicznych. Pierwsi działacze na rzecz praw gejów i lesbijek zaczęli działać w Polsce jeszcze w latach 80., w reakcji na prowadzoną przez ówczesną milicję akcję „Hiacynt” (1985-87), wymierzoną w środowiska osób homoseksualnych. Inspiracją były również podobne działania podejmowane coraz szerzej w krajach zachodnich.
Pierwszym protestem w kontekście praw osób LGBT+ w Polsce była manifestacja na Placu Zamkowym w Warszawie z roku 1993, na którym większość osób wolała zachować anonimowość: nie odsłaniała twarzy ani się nie wypowiadała. Pierwszym oficjalnym publicznym wydarzeniem równościowym był zorganizowany 17 czerwca 1995 na dziedzińcu Uniwersytetu Warszawskiego przez Lambdę Warszawa i Pink Press Dzień Dumy Gejowskiej, w ramach którego odbył się koncert zespołu Balkan Electrique. Organizatorzy nie uzyskali zgody na przemarsz.

## Narodziny warszawskiej Parady Równości (2001–2003)
Pomysłodawcą pierwszej warszawskiej Parady Równości w 2001 był Szymon Niemiec, ówczesny prezes Międzynarodowego Stowarzyszenia Gejów i Lesbijek na Rzecz Kultury w Polsce (ILGCN-Polska). W gronie współzałożycieli Parady znaleźli się również m.in.: Robert Ciepiela, Agata Gorządek, Miłosz Rodziewicz i Krzysztof Szymborski. Pomysł na Paradę Równości i jej nazwę zrodził się po pokazie reportażu z Gay Pride w Sydney zorganizowanym w jednym z nieistniejących już warszawskich klubów gejowskich. Nazwa Parady, odbiegająca od podobnych imprez w innych krajach, miała na celu podkreślenie idei wolności, równości i tolerancji wobec wszystkich grup mniejszościowych i marginalizowanych. Pierwsze parady w latach 2001–2003 odbywały się 1 maja, a ich organizatorem było ILGCN-Polska.

## Zakazy i wyjście poza stolicę (2004–2005)

### Warszawa

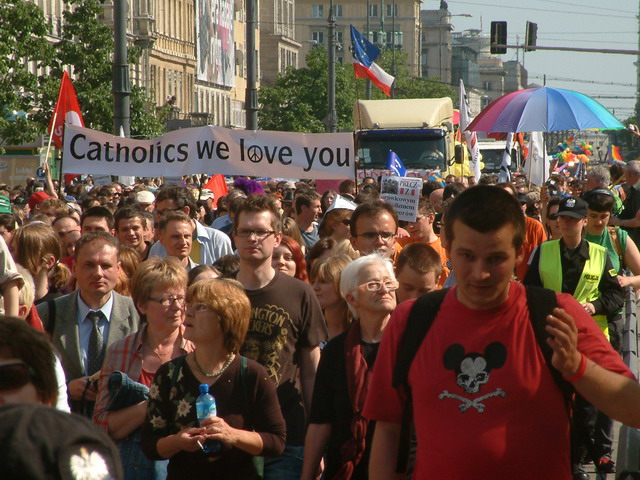
Parada Równości w Warszawie w 2007 roku

W latach 2004 i 2005 ówczesny prezydent Warszawy, Lech Kaczyński wydał zakaz dla zgłoszonych kolejnych Parad Równości, powołując się na przepisy Prawa o ruchu drogowym. W 2004 w akcie protestu przeciw zakazowi odbył się pod Ratuszem Wiec Wolności. Natomiast w 2005 Parada przeszła ulicami Warszawy mimo zakazu. Wprowadzone zakazy miały odwrotny skutek od zamierzonego – znacząco wzrosło zainteresowanie wydarzeniem, a wsparcia udzielili mu liczni politycy lewicy, którzy przeszli w marszu, m.in. minister spraw wewnętrznych i administracji Ryszard Kalisz, wicepremier Izabela Jaruga-Nowacka, wicemarszałek Sejmu Tomasz Nałęcz, senatorowie Maria Szyszkowska i Kazimierz Kutz oraz niemieccy europarlamentarzyści Claudia Roth i Volker Beck.
Skutkiem zakazów prezydenta Kaczyńskiego była decyzja Rzecznika Praw Obywatelskich Andrzeja Zolla o skierowanie przepisów, na które powoływał się w zakazie prezydent Warszawy, do Trybunału Konstytucyjnego. Wniosek ten, złożony 30 czerwca 2005, został rozpatrzony na rozprawie 18 stycznia 2006, której przewodniczyła prof. Ewa Łętowska. Trybunał orzekł, że zaskarżony przepis jest niezgodny z Konstytucją w takim zakresie, w jakim narusza on wolność do zgromadzeń. Również 18 stycznia 2006 Parlament Europejski wystąpił z rezolucją potępiającą wszelką dyskryminację ze względu na orientację seksualną. Organizatorzy Parady zaskarżyli też zakaz do Europejskiego Trybunału Praw Człowieka, który w wyroku z 3 maja 2007 orzekł, że władze Warszawy, zakazując przeprowadzenia Parady Równości w 2005 naruszyły Europejską Konwencję Praw Człowieka.

### Kraków
7 maja 2004, w ramach festiwalu „Kultura dla tolerancji”, przeszedł I Marsz Tolerancji zorganizowany z inicjatywy lokalnego oddziału Kampanii Przeciw Homofobii. W marszu wzięło udział ok. 1500 osób. W 2005 ze względu na żałobę po śmierci papieża Jana Pawła II odwołano planowany na maj krakowski marsz.

### Poznań
W Poznaniu, w ramach obchodów Dni Równości i Tolerancji, I Marsz Równości odbył się 20 listopada 2004. Współorganizatorami były m.in. Stowarzyszenie Kobiet „Konsola” i Lambda Poznań. Manifestanci zdołali przejść zaledwie 200 m, po czym zostali zatrzymani przez kordon policji, oddzielający ich od kontrmanifestantów. Rok później prezydent miasta Ryszard Grobelny zakazał zaplanowanego na 19 listopada marszu, zasłaniając się przepisami o zagrożeniu dla porządku publicznego, życia, zdrowia lub mienia w znacznych rozmiarach. Jego decyzję podtrzymał wojewoda wielkopolski. Mimo to próba marszu odbyła się, Młodzież Wszechpolska zorganizowała kontrmanifestację, a kordon policji usiłował rozdzielić obie strony i w końcu zatrzymał marsz, który wówczas zaczął chodzić w kółko, a na końcu przerodził się w protest siedzący. Policja zatrzymała tego dnia 65 uczestników marszu. Wydarzenia w Poznaniu, podobnie jak warszawskie z tego samego roku, przedostały się do opinii światowej. Ostatecznie Wojewódzki Sąd Administracyjny w Poznaniu po marszu uznał, że prezydent Poznania złamał prawo polskie i europejskie, zakazując marszu.
Po 2005 żaden marsz równości w Polsce nie został już skutecznie zakazany, choć niektórzy włodarze miast podejmowali jeszcze takie próby.

## Kolejne duże miasta organizują marsze (2006–2016)

### Warszawa
Jeszcze w 2005 została powołana Fundacja Równości, której celem była organizacja kolejnych Parad Równości. Jej założycielami były ówcześnie największe polskie organizacje LGBT: ILCGN–Polska, Kampania Przeciw Homofobii i Lambda Warszawa. To ona była organizatorem kolejnych wydarzeń w latach 2006–2009. W 2010 Parada się nie odbyła, ponieważ Warszawa była gospodarzem EuroPride, wydarzenia środowisk LGBT organizowanego co roku w europejskich miastach z okazji Christopher Street Day. Warszawa była wówczas głównym gospodarzem EuroPride, a ulicami miasta przeszło ok. 8 tys. osób – w tym goście z zagranicy. Było to więcej niż na dotychczasowych paradach, ale organizatorzy spodziewali się nawet kilkudziesięciu tysięcy osób i nie kryli rozczarowania brakiem wsparcia ze strony władz miasta. Dla porównania kolejna edycja (2011), która odbyła się w Rzymie, zgromadziła około miliona uczestników. Od 2011 roku kolejne marsze odbywają się stale pod nazwą Parady Równości. Utarło się, że tylko warszawskiemu marszowi przysługuje ta nazwa. Za ich organizację odpowiedzialny stał się nieformalny Komitet Organizacyjny – zrzeszenie osób prywatnych oraz przedstawicieli organizacji pozarządowych, partii politycznych, mediów i innych podmiotów. W 2012 zarejestrowana została Fundacja „Wolontariat Równości”, która od 2013 przejęła główną rolę w organizowaniu Parady, natomiast Komitet Organizacyjny stał się ciałem pomocniczym. Prezesem zarządu fundacji do 2016 roku był Łukasz Pałucki, natomiast w latach 2017–2024 funkcję prezeski pełniła Julia Maciocha. W roku 2024 nowym prezesem zarządu został Rafał Dembe.

### Kraków

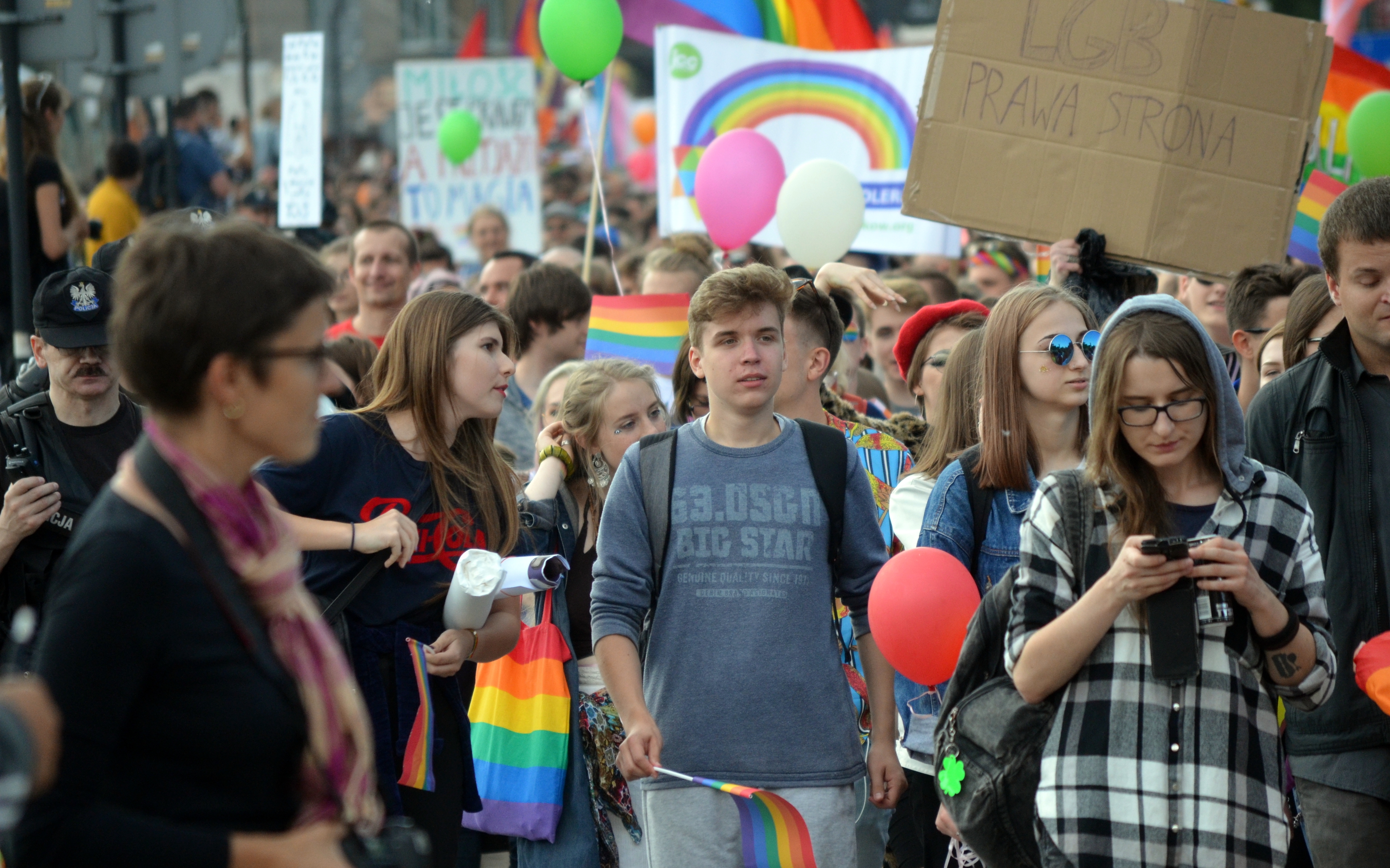
Marsz Równości w Krakowie LGBT prawa strona

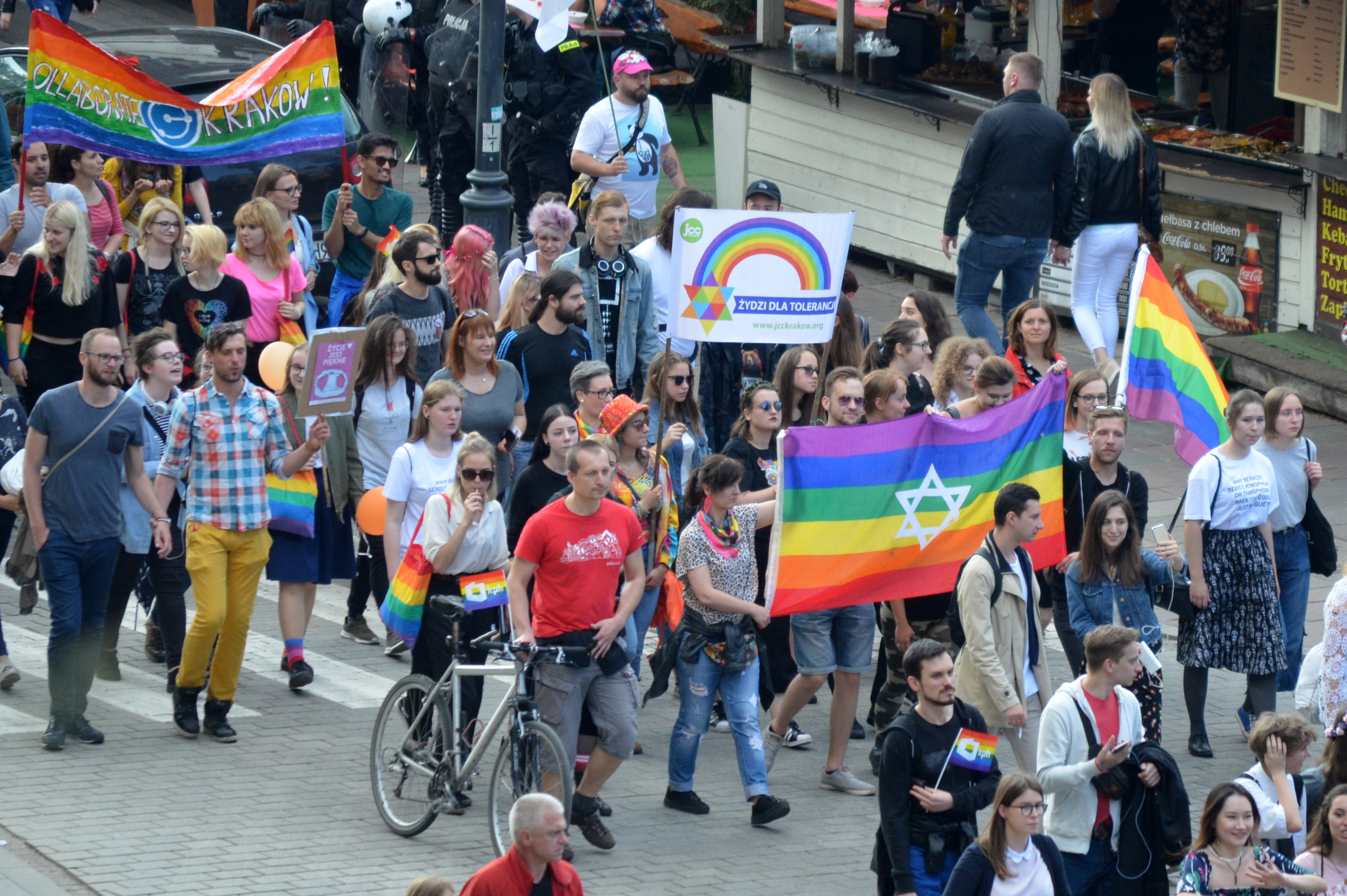
Queerowy maj w Krakowie, czyli festiwal środowisk LGBTQ, w ramach którego organizowany jest Marsz Równości

W latach 2006–2009 Marsz Tolerancji był organizowany przez Fundację „Kultura dla Tolerancji” wraz z innymi organizacjami LGBT. Początkowo w ramach corocznego Krakowskiego Festiwalu Kultury Gejowskiej i Lesbijskiej „Kultura dla Tolerancji”, a od 2009 w ramach nowego festiwalu – „Queerowy Maj”, w ramach którego odbywa się do teraz. Organizatorem stał się nieformalny Komitet Organizacyjny związany z nowym festiwalem. W 2010 zmieniono nazwę wydarzenia na Marsz Równości, co według organizatorów ma lepiej oddawać cele marszu, jakim jest walka o równouprawnienie społeczności LGBT. W tym okresie w marszach uczestniczyło zazwyczaj od 500 do 2000 osób. W XVIII Marszu Równości 21 maja 2022 uczestniczyło 9 tysięcy osób natomiast w XIX Marszu Równości 20 maja 2021 ok. 12 tysięcy osób. Podobna liczba uczestników wzięła udział w XXI Marszu Równości 20 maja 2023 r.

### Poznań
Także w Poznaniu Marsz Równości na stałe wpisał się w cykl wydarzeń miejskich. W 2006 po raz pierwszy udało się przejść całą trasę, a blokujących trasę członków Młodzieży Wszechpolskiej usunęła policja. W kolejnych latach marsz odbywał się w ramach listopadowego festiwalu „Dni Równości i Tolerancji”, jednak ta pora roku nie sprzyjała dużej frekwencji – z każdym kolejnym rokiem liczba uczestników spadała aż do 100 osób w 2014. Zmiana nastąpiła w kolejnym roku. Termin imprezy przeniesiono na wrzesień, organizatorem została nowa poznańska organizacja LGBT Stowarzyszenie Grupa Stonewall, a marsz odbył się w ramach pierwszego Poznań Pride Week. Wzięło w nim udział ok. tysiąca osób, w tym urzędujący prezydent Poznania – Jacek Jaśkowiak. W 2016 prezydent przemawiał podczas marszu, w którym wzięło udział 3 tys. osób, a w mieście po raz pierwszy oficjalnie zawisły tęczowe flagi.

### Katowice
W niedzielę 17 maja 2008 odbył się I Marsz Równości w Katowicach pod hasłem „Pierwsze Śląskie Dni Równych Szans“. Jego organizatorem był śląski oddział Kampanii Przeciw Homofobii. Wzięło w nim udział niecałe 100 osób. O połowę mniej było kontrmanifestantów, których jednak odgradzała policja, dzięki czemu nie doszło do żadnych poważnych incydentów. Po 10-letniej przerwie II Marsz Równości w Katowicach odbył się 8 września 2018 (hasło: „Miłość do śląskiego, szacunek dla każdego“), kiedy jego organizacji podjęło się Stowarzyszenie Tęczówka z Katowic. III Marsz przeszedł ulicami Katowic 7 września 2019 r. z hasłem „Mniej złości, więcej miłości“. W sobotę 5 września 2020 r., mimo obostrzeń związanych z pandemią SARS-CoV-2, udało się zorganizować IV Marsz Równości w Katowicach (hasło: „Kochać wolno(ść)“).

### Wrocław

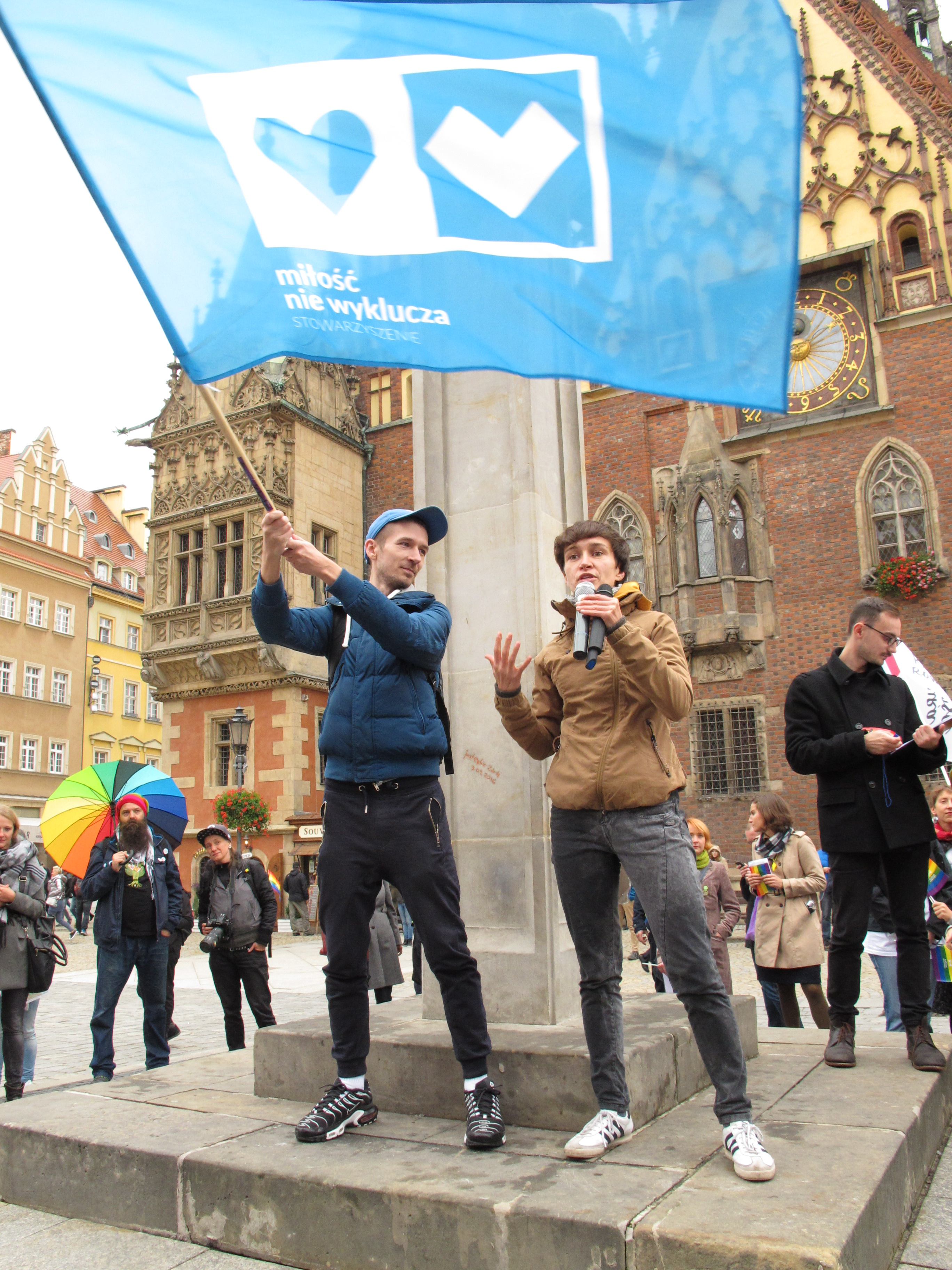
Stowarzyszenie Miłość Nie Wyklucza na Marszu Równości we Wrocławiu w 2016 roku

24 października 2009, w ramach VII Festiwalu Przeciwko Wykluczeniom Lesbijki, Geje i Przyjaciele odbył się I Marsz Równości we Wrocławiu. Zgromadził on około 300 osób i około 150 kontrmanifestantów z Narodowego Odrodzenia Polski. Marsz odbywa się od tamtej pory każdego roku jesienią. Organizatorami pierwszych marszów byli wrocławscy członkowie Kampanii Przeciw Homofobii. W 2013 marsz zorganizowany został w ramach Queer Festiwal przez Stowarzyszenie Q Alternatywie. Od 2014 marsz odbywa się w ramach Festiwalu Równych Praw, a jego organizatorem jest Stowarzyszenie Kultura Równości. W 2016 wzięło w nim udział już ponad tysiąc osób.

### Łódź
I Marsz Równości w Łodzi odbył się 14 maja 2011 w ramach festiwalu Maraton Równości. Choć kontrmanifestantów było więcej niż uczestników marszu, dzięki zabezpieczeniu policji udało się przejść całą zaplanowaną trasę. Organizatorem byli lokalni działacze Kampanii Przeciw Homofobii. Kolejne marsze organizowane były przez działaczy KPH, oraz grupę Fabryka Równości, która z czasem sformalizowała się stając stowarzyszeniem i przejęła organizację łódzkiego Maratonu Równości i towarzyszącego mu marszu. Łódzkie marsze w tym okresie nie były liczne – w 2016 roku w marszu wzięło udział 150–200 osób.

### Gdańsk
W Trójmieście pierwszy marsz społeczności LGBT+ odbył się dopiero w 2015. Zorganizowany został przez gdańskie Stowarzyszenie na rzecz osób LGBT „Tolerado” w ramach Trójmiejskich Dni Równości. Frekwencja zaskoczyła organizatorów – w marszu wzięło udział 1–1,5 tys. osób. W kolejnym roku w II Trójmiejskim Marszu Równości wzięło udział według różnych szacunków od 800 do ok. 2000 uczestników. Marsze spotykały się z kontrmanifestacjami, ale policja uniemożliwiła zablokowanie trasy przejścia. Od 2017 roku, jako pierwsze tego typu wydarzenie w Polsce, odbywa się pod oficjalnym patronatem władz miejskich. W 2017 roku oficjalnie otworzył marsz prezydent Gdańska Paweł Adamowicz.

## Przełom: wejście do średnich i małych miast (2017–2019)
Wraz z dojściem do władzy Prawa i Sprawiedliwości (PiS) jesienią 2015 znacząco wzrosła aktywność społeczna środowisk liberalnych, sprzeciwiających się nowej polityce rządu. Zaczęło się to przekładać na szersze wsparcie marszów równości, do których dołączyły osoby spoza środowisk LGBT+, jak np. członkowie i sympatycy Komitetu Obrony Demokracji, a później również innych grup opozycyjnych wobec PiS. Frekwencja na warszawskiej Paradzie Równości według danych organizatorów wzrosła z 18 tys. uczestników w 2015 przez 36 tys. w 2016 do 50 tys. w 2017.

### Marsz Równości w Toruniu w 2017
W roku 2017 do miast organizujących marsze równości dołączył Toruń, który był pierwszym średniej wielkości miastem, w którym odbyła się taka manifestacja. Sukces frekwencyjny (w marszu wzięło udział ok. 1000 osób) zachęcił środowiska z innych ośrodków do przygotowania lokalnych wydarzeń także u siebie.
W 2018 i 2019 roku na mapie Polski pojawiło się kilkadziesiąt nowych marszów.

### Nowe miasta w 2018
W roku 2018 po raz pierwszy zostały zorganizowane marsze równości w Koninie, Rzeszowie, Opolu, Częstochowie, Szczecinie, Lublinie, Zielonej Górze i Gdyni. Po 10 latach przerwy marsz równości odbył się również ponownie w Katowicach. Marsz w Koninie przeszedł 18 maja pod nazwą Marszu Tolerancji i został zorganizowany spontanicznie przez licealistów oburzonych falą hejtu, jaka spadła ze strony prawicowych środowisk na dwa konińskie licea, które promowały tolerancję. Wzięło w nim udział około 400 osób. Jeden z młodych organizatorów marszu – Mikołaj Marcinkowski – został za jego organizację usunięty z grona ministrantów. Marsze w Opolu, Szczecinie, Zielonej Górze i Gdyni, pomimo pojawienia się kontrmanifestantów, przebiegały stosunkowo spokojnie. Ze znaczną agresją przed i w trakcie marszów spotkali się uczestnicy wydarzeń w Rzeszowie, Częstochowie i Lublinie.

#### Rzeszów

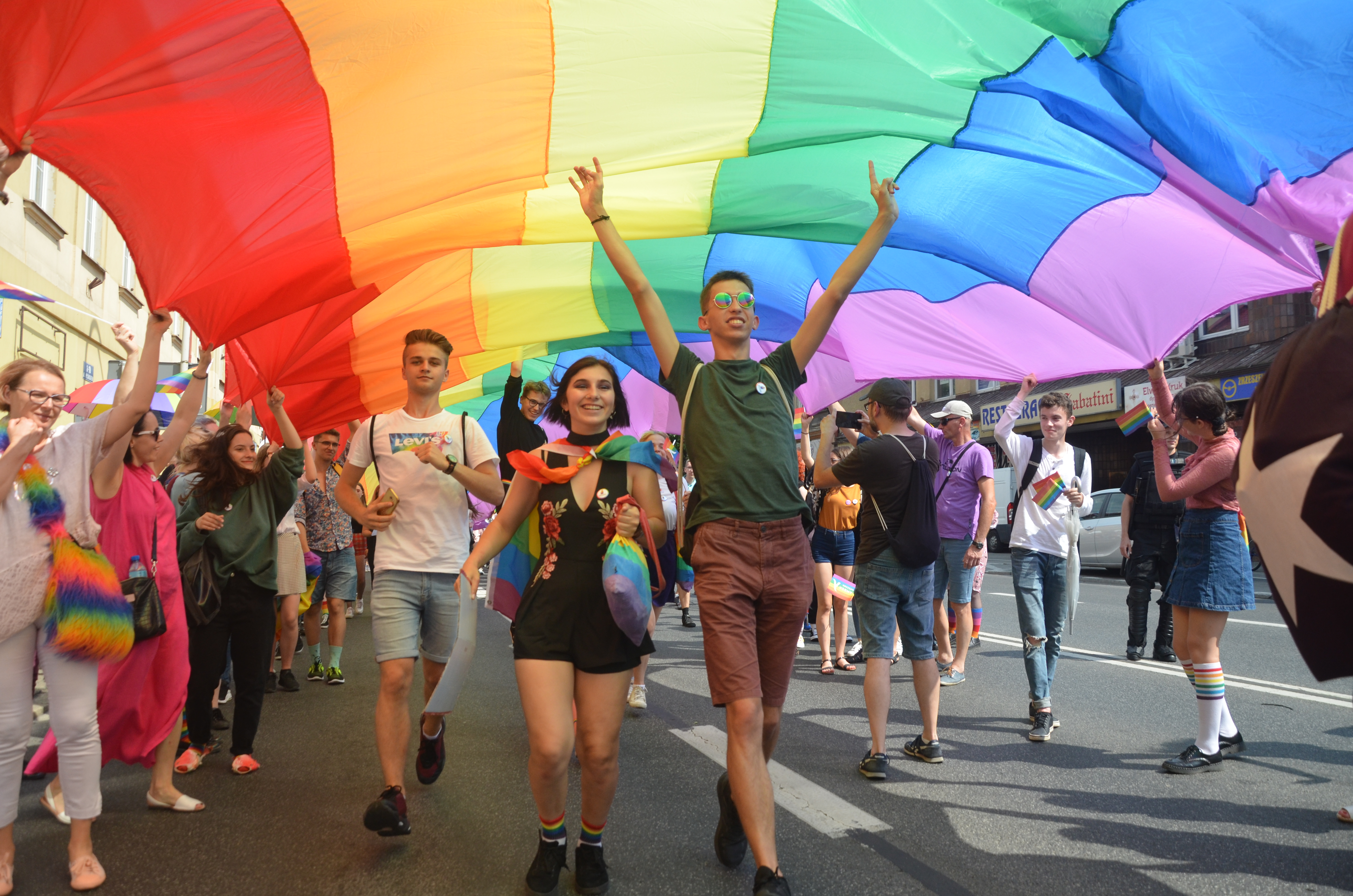
Marsz równości w Rzeszowie w 2019 roku

Pierwszy na „ścianie wschodniej” marsz równości przeszedł 30 czerwca 2018 przez Rzeszów. Organizatorami tego wydarzenia były rzeszowskie struktury Partii Razem, miejscowy oddział Kongresu Kobiet, Podkarpacka Rada Programowa Kobiet oraz stowarzyszenie Równość z Krakowa. Wzięło w nim udział około tysiąca osób, naprzeciwko stanęli kontrmanifestanci z różnych środowisk – od katolickich po kibolskie. Policja jednak sprawnie oddzielała obydwie grupy, choć marsz przechodził miejscami zaledwie kilka metrów od przeciwników. Najbardziej agresywnych kontrmanifestantów policja musiała skuć.

#### Częstochowa

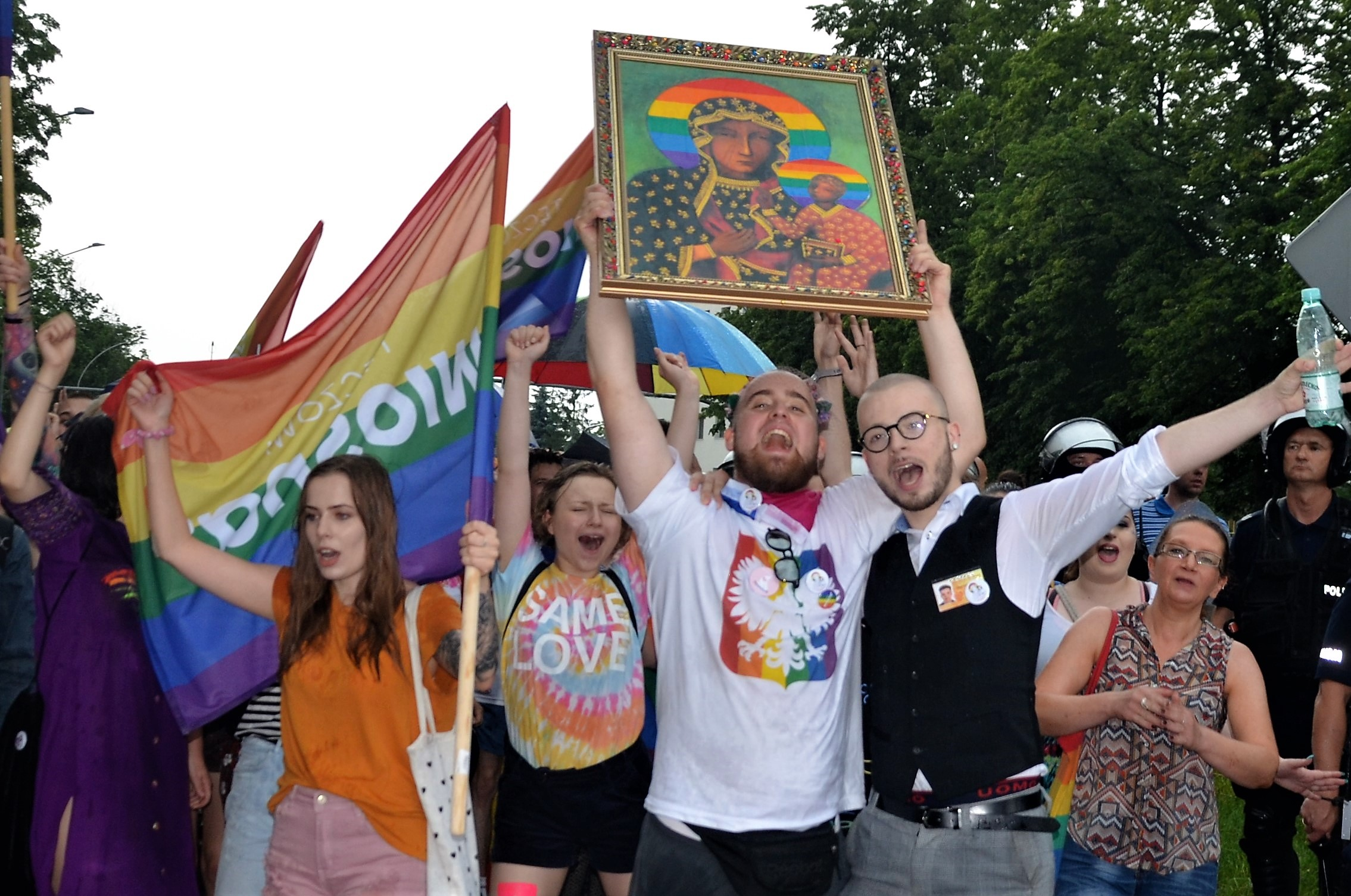
Marsz Równości w Częstochowie i kontrowersyjne transparenty: tęczowe godło Polski oraz Tęczowa Madonna. Na zdjęciu obraz trzyma Michał Goworowski, organizator Marszu Równych w Gdyni. Obok stoi Dominik Puchała, organizator Marszu Równości w Częstochowie

Zaplanowany na 8 lipca 2018 roku I Marsz Równości w Częstochowie spotkał się z reakcją środowisk skrajnie prawicowych, które zarzuciły organizatorom, Dominikowi Puchale oraz Małgorzacie Mróz, prowokację – termin wydarzenia pokrywał się z odbywającą się na Jasnej Górze doroczną Pielgrzymką Rodziny Radia Maryja. Ostatecznie marsz przeszedł prawie całą zaplanowaną trasę, a wzięło w nim udział około 600 osób. Podczas częstochowskiego marszu wylegitymowano aktywistę Bartosza Staszewskiego niosącego flagę z symbolem białego orła na tęczowym tle. Zdaniem środowisk konserwatywnych i prawicowych przedstawienie takie stanowiło znieważenie symboli narodowych z art. 137 § 1 Kodeksu karnego, a ówczesny Minister Spraw Wewnętrznych i Administracji Joachim Brudziński zarzucił Staszewskiemu „profanację” symboli narodowych. W sprawie tej wpłynęło zawiadomienie do prokuratury, ta jednak odmówiła wszczęcia śledztwa z uwagi na brak znamion czynu zabronionego.

#### Lublin

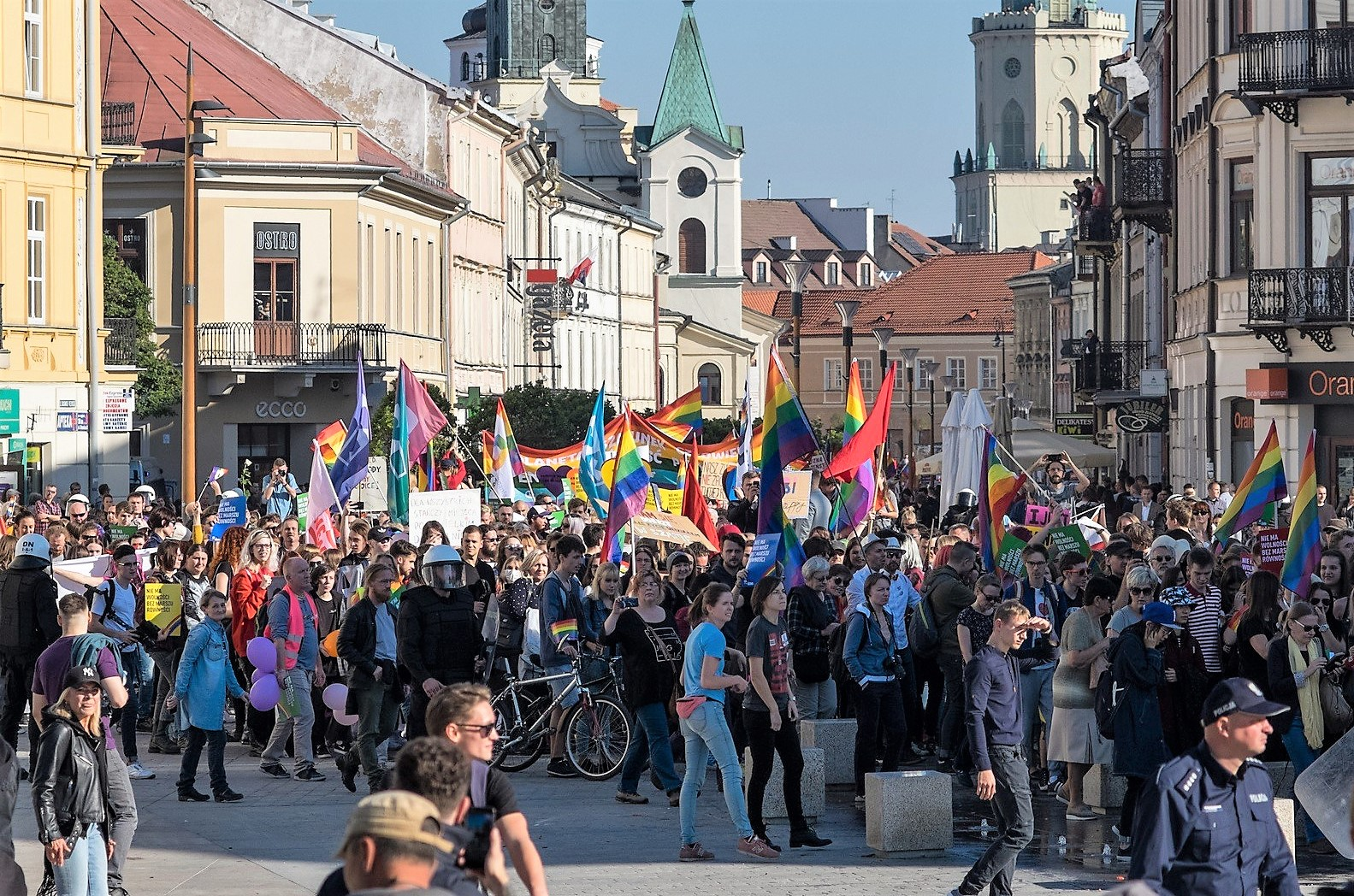
Marsz Równości 2018 w Lublinie

Podobnie silną reakcję wywołał I Marsz Równości w Lublinie, tym bardziej, że miał odbyć się on na 8 dni przed wyborami samorządowymi. Na 5 dni przed marszem, 8 października, prezydent Lublina Krzysztof Żuk zakazał zarówno Marszu Równości, jak i zapowiedzianych wobec niego kontrmanifestacji, powołując się na art. 14 ust. 2 ustawy Prawo o zgromadzeniach, który pozwala na zakazanie zgromadzenia publicznego z uwagi na zagrożenie życia, zdrowia lub mienia w znacznych rozmiarach. Zarówno organizatorzy marszu, jak i kontrmanifestacji, odwołali się od decyzji do sądu. Sąd okręgowy podtrzymał decyzję prezydenta. Dopiero sąd apelacyjny przychylił się do argumentacji organizatorów marszu i Rzecznika Praw Obywatelskich, i 12 października – na dzień przed planowanym terminem marszu – uchylił zakaz. W uzasadnieniu wyroku znalazły się m.in. argumenty, że wolność zgromadzeń pełni fundamentalną rolę w społeczeństwach demokratycznych, że to zadaniem państwa jest zapewnienie bezpieczeństwa obywatelom korzystającym z tej konstytucyjnej wolności, i że niedopuszczalne jest ograniczanie prawa do manifestowania z powodu pogróżek ze strony przeciwników demonstracji. Atmosfery przed marszem nie poprawiały wypowiedzi polityków, m.in. wojewody lubelskiego, który określił marsz jako promocję „zboczeń, dewiacji i wynaturzeń". Maszerujący od samego początku musieli liczyć się z aktami agresji ze strony przeciwników, którzy nieustannie próbowali blokować i atakować maszerujących i osłaniającą ich policję. Z tego powodu kilkukrotnie dochodziło do zatrzymywania marszu i zmiany trasy. Ostatecznie jednak 1,5 tys. uczestników zdołało dojść do planowanego końca manifestacji.
Łącznie w 2018 odbyło się w Polsce 16 marszów zorganizowanych przez środowiska LGBT+, w tym połowa w miastach, w których wcześniej tego typu wydarzeń nie było.

### Nowe miasta w 2019
W 2019 odbyły się marsze we wszystkich miastach, w których miały one miejsce w roku poprzednim, oraz w 13 kolejnych. Nowymi gospodarzami marszów równości zostały: Koszalin, Gniezno, Bydgoszcz, Olsztyn, Kielce, Białystok, Kostrzyn nad Odrą (w ramach Pol’and’Rock Festival), Płock, Radomsko, Gorzów Wielkopolski, Słupsk, Kalisz i Elbląg.

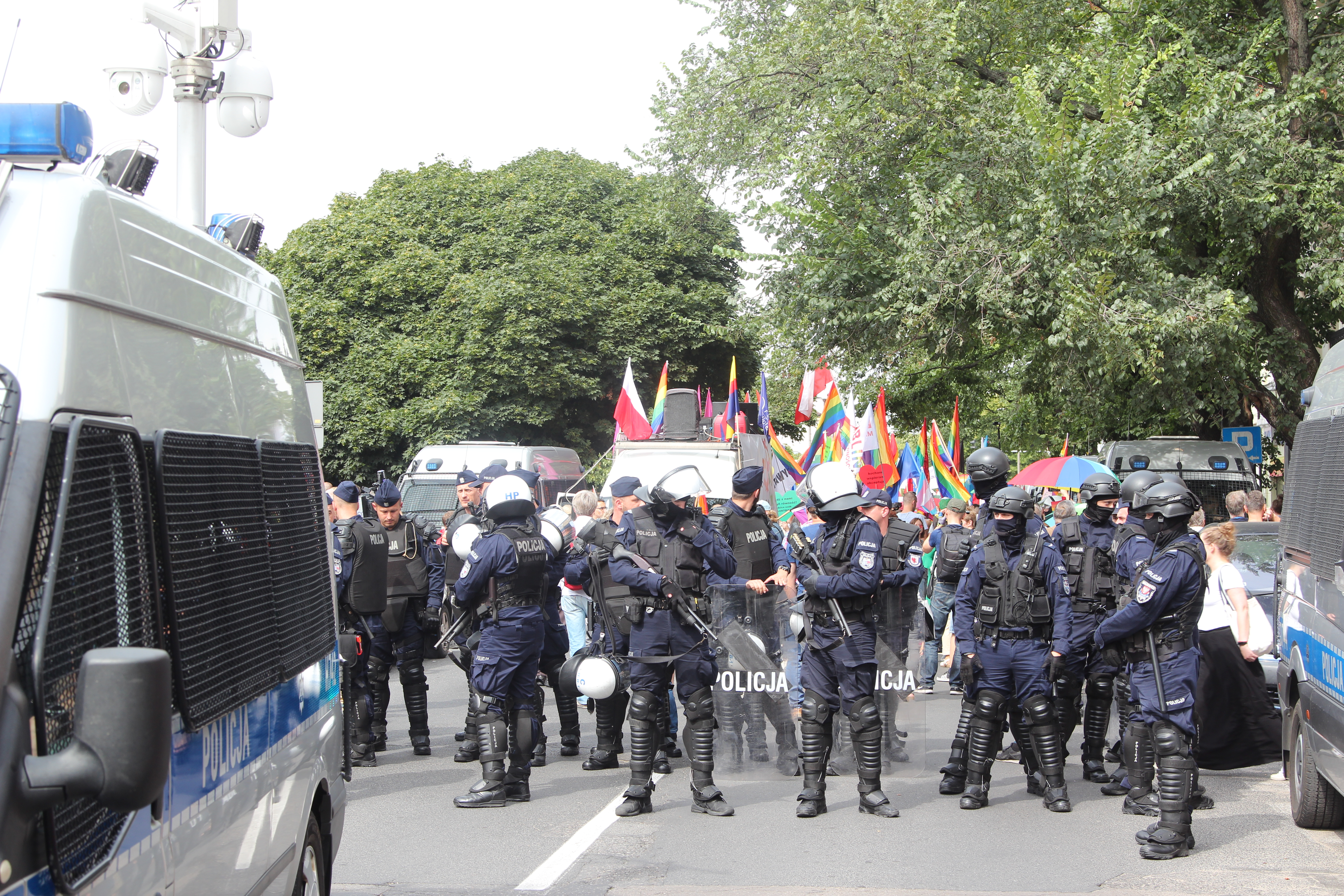
Obstawa policji na marszu równości w Płocku w 2019

6 kwietnia bez poważnych incydentów przeszedł marsz w Koszalinie, w którym wzięło udział ok. 650 osób. Problemy pojawiły się z organizacją marszu w Gnieźnie – prezydent miasta Tomasz Budasz z Platformy Obywatelskiej zakazał marszu i 16 zgłoszonych kontrmanifestacji, uzasadniając swą decyzję względami bezpieczeństwa. Organizatorzy odwołali się od tej decyzji i w obydwu instancjach (prezydent od pierwszego wyroku się też odwołał) uzyskali nakaz uchylenia decyzji zakazującej marszu. Ostatecznie w marszu wzięło udział około 400 osób, naprzeciw nich stanęło kilka grup kontrmanifestantów, których w kulminacyjnym momencie było około 500.
I Marsz Równości w Bydgoszczy odbył się 11 maja 2019, wzięło w nim udział ponad 2 tys. osób. Pomimo prób zakłócenia marszu przez kontrmanifestantów wydarzenie przebiegło spokojnie. Demonstracja otrzymała oficjalny patronat prezydenta miasta Rafała Bruskiego z PO. Podobnie spokojnie odbył się I Marsz Równości w Olsztynie, gdzie przeszło ponad 1 tys. osób, choć ze względu na kontrmanifestację miasto wymusiło na organizatorach zmianę trasy na mało uczęszczane, osiedlowe drogi. Bez incydentów odbył się również marsz w Kielcach, choć prezydent miasta Bogdan Wenta z PO również początkowo wydał zakaz, podważony następnie w sądzie. W marszu wzięło udział ponad tysiąc osób, a po spokojnym przebiegu wszystkich zgromadzeń prezydent podziękował ich uczestnikom.

#### Białystok

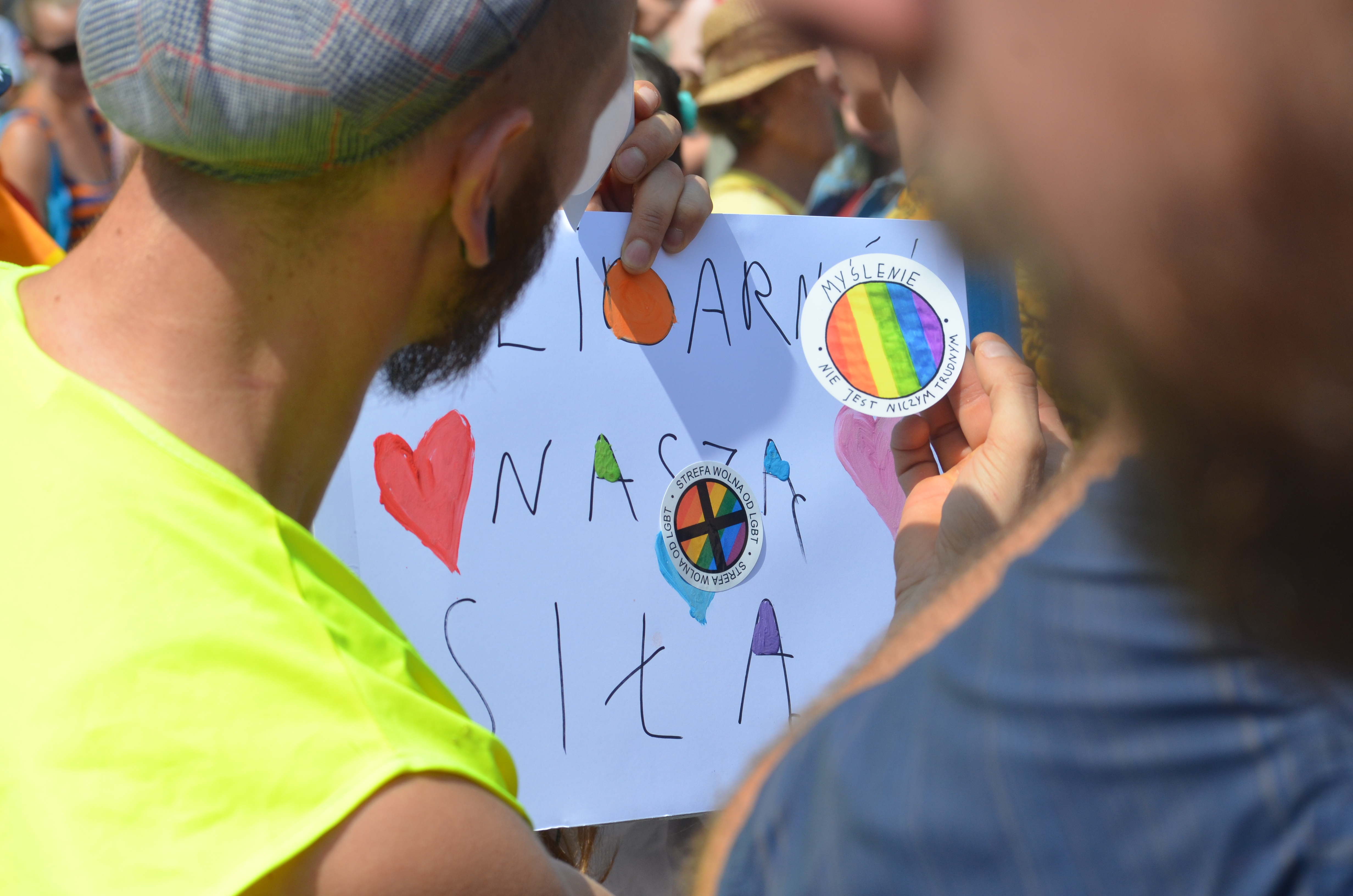
Solidarność naszą siłą, happening zorganizowany w Bielsku-Białej w solidarności z zaatakowanymi przez kontrmanifestantów uczestnikami i uczestniczkami Marszu Równości w Białymstoku

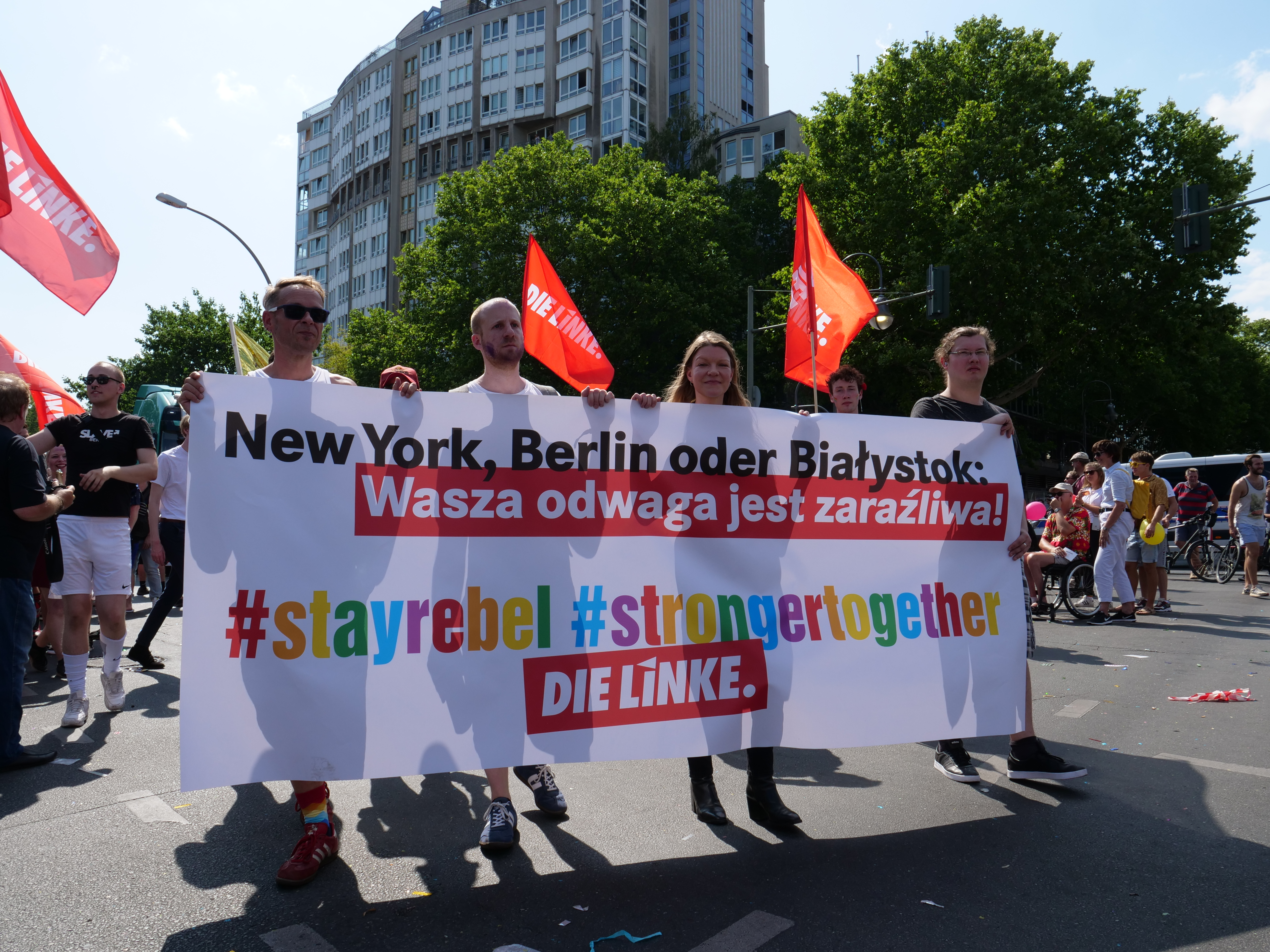
Baner wyrażający solidarność z Białymstokiem podczas Christopher Street Day w Berlinie w 2019

I Marsz Równości w Białymstoku został zaplanowany na 20 lipca 2019. Według szacunków policji w zgromadzeniu udział wzięło ok. 800 osób. Organizatorem wydarzenia była nowo powstała organizacja LGBT – Tęczowy Białystok. Jeszcze przed marszem sytuacja była coraz bardziej napięta z powodu konfrontacyjnych wypowiedzi wielu polityków prawicy oraz arcybiskupa białostockiego, abpa Tadeusza Wojdy, który wprost nawoływał, by mieszkańcy Białegostoku nie pozwolili na przejście marszu. Wszystko to sprawiło, że uczestnicy marszu zostali brutalnie zaatakowani, a marsz zakończył się zamieszkami i licznymi zatrzymaniami. Wydarzenia były szeroko komentowane w mediach, w tym zagranicznych.
W kontrze do marszu zgłoszono 70 wydarzeń, w tym Piknik Rodzinny, organizowany przez marszałka województwa Podlaskiego Artura Kosickiego. Podczas marszu doszło do prób blokady, wykrzykiwania wulgarnych haseł i pobić. Wśród kontrmanifestantów znajdowali się kibice klubu sportowego Jagiellonia Białystok. W trakcie przemarszu uczestnicy zostali obrzuceni różnymi przedmiotami, w tym kamieniami i petardami. W ten sposób zaatakowano również funkcjonariuszy policji. W efekcie doszło do starć. Wobec zakłócających przebieg marszu policja użyła gazu pieprzowego, oraz granatów hukowych.
Na dzień 23 lipca w związku z popełnionymi przestępstwami bądź wykroczeniami ustalono tożsamość 68 osób. Trudna do ustalenia pozostaje liczba osób poszkodowanych, ponieważ większość z nich nie zgłosiła się do żadnych służb. Z nagrań wrzucanych w mediach społecznościowych policja ustaliła tożsamość części ofiar i do nich dotarła. Do szpitala trafiła jedna policjantka. Cztery osoby usłyszały zarzuty.
W zgromadzeniu usiłującym zablokować trasę marszu, które pojawiło się w okolicach białostockiej bazyliki archikatedralnej Wniebowzięcia Najświętszej Maryi Panny, udział wzięli politycy Prawa i Sprawiedliwości. Prezydent Białegostoku Tadeusz Truskolaski zapowiedział złożenie zawiadomienia do prokuratury w sprawie marszałka województwa Artura Kosickiego, radnego PiS w sejmiku Sebastiana Łukaszewicza, p.o. dyrektora gabinetu marszałka Roberta Jabłońskiego oraz radnego miejskiego Henryka Dębowskiego.

#### Po wydarzeniach białostockich
W związku z wydarzeniami podczas marszu równości w Białymstoku, powstawać zaczęły wydarzenia o charakterze non violence i pro-LGBT, których celem było wyrażenie solidarności wobec poszkodowanych. Jednym z nich było „Miasteczko Równość” i spontaniczny marsz, jaki przeszedł 2 sierpnia 2019 na festiwalu Pol’and’Rock w Kostrzynie nad Odrą. Pierwszym zaplanowanym marszem po białostockim był I Marsz Równości w Płocku, który odbył się 10 sierpnia i okazał się frekwencyjnym sukcesem – wzięło w nim udział około dwóch tysięcy osób. Mimo kontrmanifestacji ze strony środowisk prawicowych wydarzenie przebiegło stosunkowo spokojnie, policja zatrzymała tylko 2 osoby. Pod wpływem wydarzeń w Białymstoku 19-letni aktywista Ksawery Olczyk zorganizował I Marsz Równości w niespełna 50-tysięcznym Radomsku. Próby zablokowania marszu przez Młodzież Wszechpolską i ONR nie powiodły się i około 300 osób przeszło 17 sierpnia w kolorowej manifestacji.

### Marsze w metropoliach w latach 2017–2019
W tym samym czasie, w którym marsze równości pojawiły się w średnich i małych miastach, te w dużych przekształciły się w masowe demonstracje, nierzadko z poparciem i uczestnictwem władz miejskich. Pierwszym prezydentem miasta, który wziął udział w marszu, był prezydent Poznania Jacek Jaśkowiak, który bierze udział w kolejnych marszach od 2015 roku. Natomiast pierwszy swym patronatem objął marsz prezydent Gdańska, Paweł Adamowicz, który uznał wsparcie dla różnorodności za zgodne z własną, konserwatywną polityką i wziął udział w marszu w 2017 roku. W Warszawie prezydent Hanna Gronkiewicz-Waltz odrzucała kolejne prośby o udzielenie patronatu i dopiero nowy prezydent stolicy, Rafał Trzaskowski, udzielił go w 2019 roku i wziął udział w samym wydarzeniu. Podobnie po zmianie na stanowisku prezydenta we Wrocławiu nowy gospodarz miasta Jacek Sutryk udzielił w 2019 roku patronatu marszowi równości, choć sam nie wziął w nim udziału.

## W czasie pandemii i wojny (2020–2023)

### Rok 2020

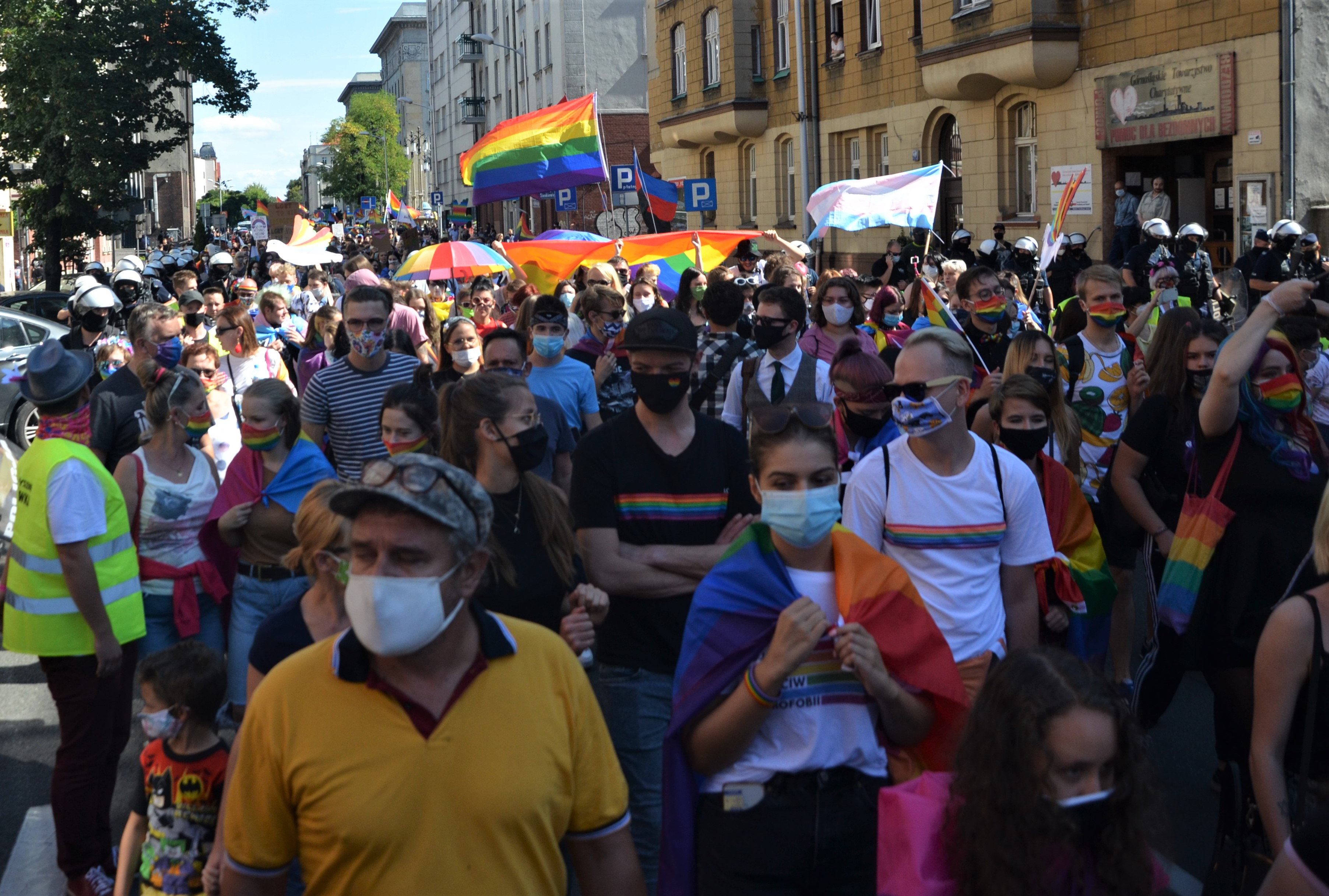
Marsz Równości w 2020 w Katowicach. Uczestnicy noszą maski, aby ograniczyć rozprzestrzenianie się wirusa.

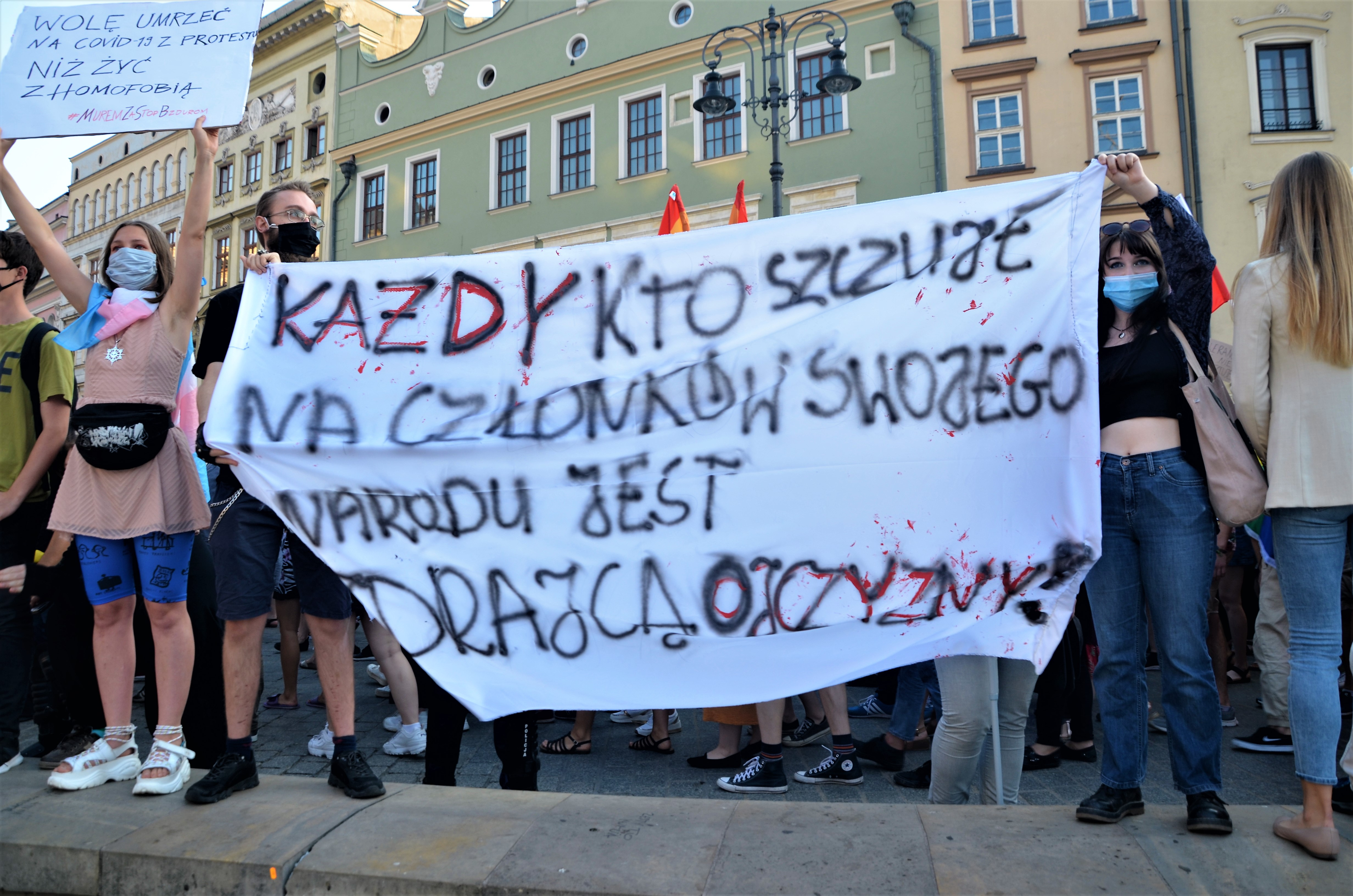
Manifestacja w 2020 w Krakowie. Napisy głoszą „Wolę umrzeć na Covid-19 z protestu niż żyć z homofobią” i „Każdy kto szczuje na członków swojego narodu jest zdrajcą ojczyzny”

W roku 2020 większość lokalnych organizacji LGBTQ planowało ponownie zorganizować marsze w swoich miastach, kontynuując trend z lat poprzednich. Wyznaczono m.in. terminy drugiego marszu w Koszalinie czy Bydgoszczy, zapowiedziano pierwszy marsz w Pile, oraz kolejne edycje wydarzeń w większych ośrodkach, w tym jubileuszową, XX Paradę w Warszawie. Wybuch pandemii COVID-19 i jej rozwój w Polsce pokrzyżował te plany. W marcu rząd wprowadził zakaz zgromadzeń publicznych, który był następnie przedłużany, a od 30 maja zamieniony na ograniczenie do maksymalnie 150 uczestników. Z tego powodu większość z zaplanowanych wydarzeń odwołano, nawet po początkowym przesunięciu terminów. Ostatecznie odbyły się tylko niektóre z marszów zaplanowanych na drugą połowę roku: 5 września pierwszy marsz transgraniczny Słubice–Frankfurt nad Odrą oraz marsz w Katowicach, a 3 października największy z marszów jakie odbyły się w roku 2020 – we Wrocławiu. Ponadto 29 sierpnia w Krakowie w zastępstwie planowanego w maju marszu została zorganizowana manifestacja.

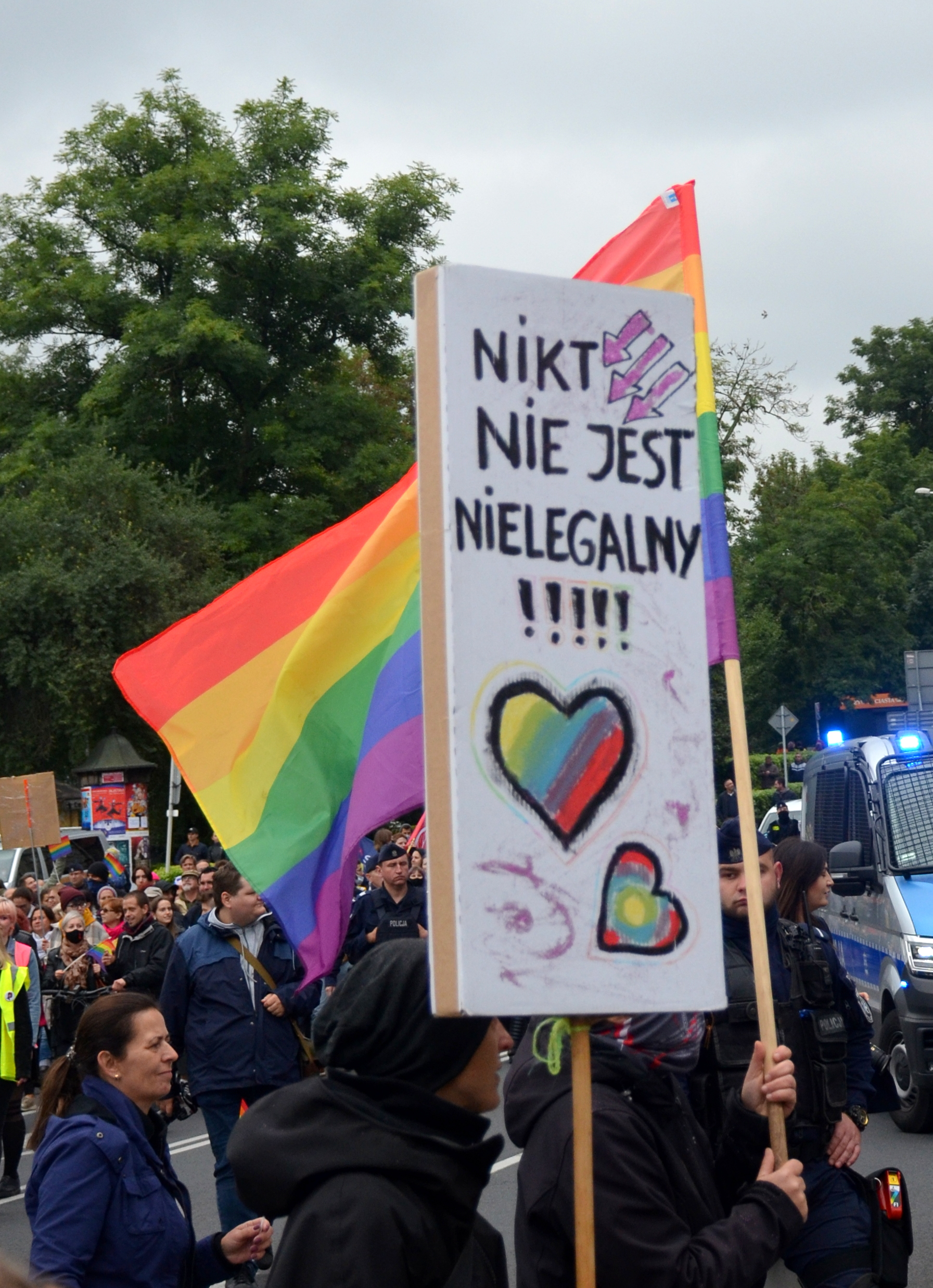
Marsz równości w 2021, Bielsko-Biała. Na transparencie napis „Nikt nie jest nielegalny!!”

### Rok 2021
Ponieważ zimą 2020/21 i wiosną 2021, w związku z kolejnymi falami zachorowań, ponownie zaostrzono przepisy pandemiczne, pod znakiem zapytania pozostawała organizacja marszów także w kolejnym roku. Tym razem jednak rząd szybciej zaczął znosić kolejne restrykcje wraz z nastaniem pory ciepłej i w wielu miastach marsze się odbyły, choć nie wszędzie, gdzie maszerowano jeszcze w 2019 roku. "Sezon" marszowy przesunął się też wyraźnie na drugą połowę roku, gdy sytuacja pandemiczna była już bardziej ustabilizowana. Ostatecznie odbyło się 18 wydarzeń, począwszy od XX Parady Równości w Warszawie (19 czerwca), a skończywszy na marszu w Lublinie (23 października). Wśród miast organizujących marsze pojawiły się 3 nowe: Piła (której pierwszy marsz z poprzedniego roku został odwołany), Bielsko-Biała i Wodzisław Śląski. Odbyły się też mniej formalne manifestacje, jak kolejny marsz podczas Pol'and'Rock Festival na Lotnisku Makowice-Płoty, czy spontaniczny marsz sprzeciwu z 30 października, jaki odbył się w Łodzi po tym, jak Sejm skierował do dalszych prac projekt ustawy "Stop LGBT", w którym de facto zakazano by organizacji marszów równości czy używania tęczowych flag w przestrzeni publicznej.

### Rok 2022

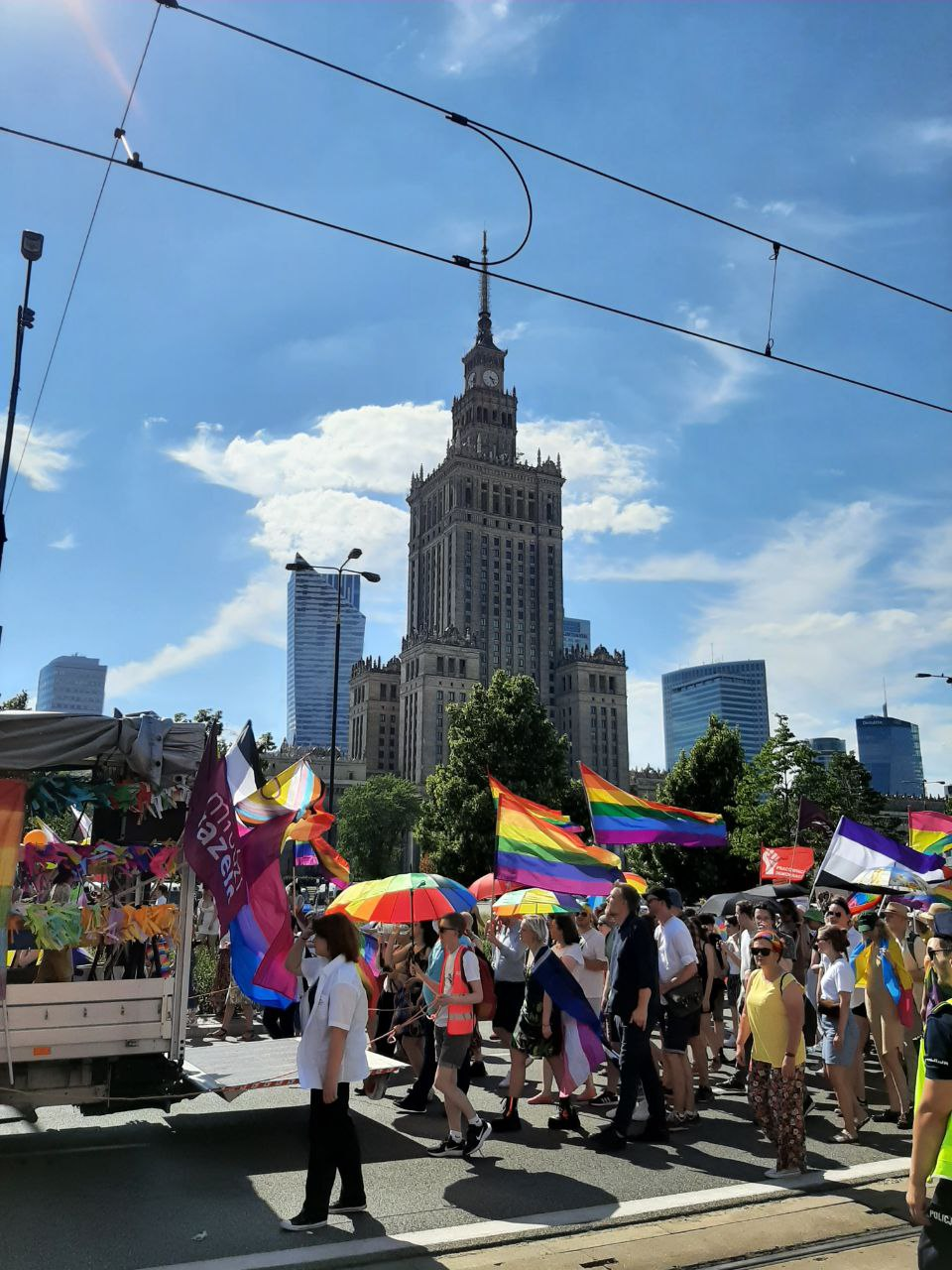
Warsaw-Kiev Pride (Parada Równości) 2022

Wraz ze zniesieniem ostatnich restrykcji pandemicznych, na rok 2022 zaplanowano znacznie więcej wydarzeń. Inwazja rosyjska na Ukrainę i związany z nią napływ uchodźców z Ukrainy do Polski dodał nowego kontekstu manifestacjom dla praw osób LGBTQ. Jednoznaczna dyskryminacja osób LGBTQ w Rosji i wykorzystywanie w propagandzie Kremla osób nieheteronormatywnych, jako straszaka wobec własnego społeczeństwa i „dowód” na „zgniliznę moralną” Zachodu z jednej strony, oraz wciąż brak ochrony praw osób LGBTQ w samej Ukrainie z drugiej, stały za decyzją zamiany warszawskiej Parady Równości we wspólny marsz „Warsaw-Kiev Pride”, którego Kiev Pride stała się współorganizatorem. Gośćmi parady byli m.in. prezydent Warszawy, Rafał Trzaskowski oraz unijna komisarz ds. dyskryminacji Helena Dalli. Analogicznie katowickie wydarzenie z tego roku zamieniono na „Katowice-Odesa Pride”, a na wielu innych marszach solidaryzowano się ze społecznością LGBTQ w Ukrainie i wszelkimi ofiarami tej wojny, a podczas wydarzeń niejednokrotnie przemawiali przedstawiciele ukraińskich uchodźców.
Marsze odbyły się ostatecznie w 29 miastach, co było wynikiem podobnym do przedpandemicznego roku 2019. Wśród miast debiutujących w roli gospodarzy wydarzeń tego typu było zachodniopomorskie Gryfino (jako współorganizator transgranicznego marszu wraz z niemieckim Mescherin), dolnośląski Milicz, podkarpacki Sanok oraz podwarszawski Pruszków. Do niektórych miast marsz wrócił po dwuletniej przerwie, jak np. do Gorzowa Wielkopolskiego, Gniezna, Konina, Kalisza, Olsztyna czy Kielc. Było też jednak kilka miast, w których mimo planów nie udało się zorganizować wydarzenia, choć odbywało się ono w latach poprzednich. Tak było między innymi w Toruniu, Bydgoszczy, Białymstoku, Elblągu czy Płocku.

### Rok 2023
W roku 2023 zaplanowano rekordową liczbę wydarzeń. Chęć zorganizowania marszów równości zgłosiły organizacje z 37 miast. Marsze odbyły się w prawie wszystkich miastach, w których miały miejsce w roku 2022 (wyjątkami są Gniezno i Konin). Po czterech latach przerwy wróciły wydarzenia do Torunia, Słupska i Bydgoszczy, a po rocznej przerwie Marsz Równości został zorganizowany w Białymstoku. Po raz pierwszy zostały zaplanowane marsze w Sztumie, Krośnie, Jeleniej Górze, Piasecznie, Zgorzelcu (jako współorganizator transgranicznego marszu wraz z niemieckim Görlitz) i Bolesławcu.

## Marsze w nowej rzeczywistości politycznej (2024–)

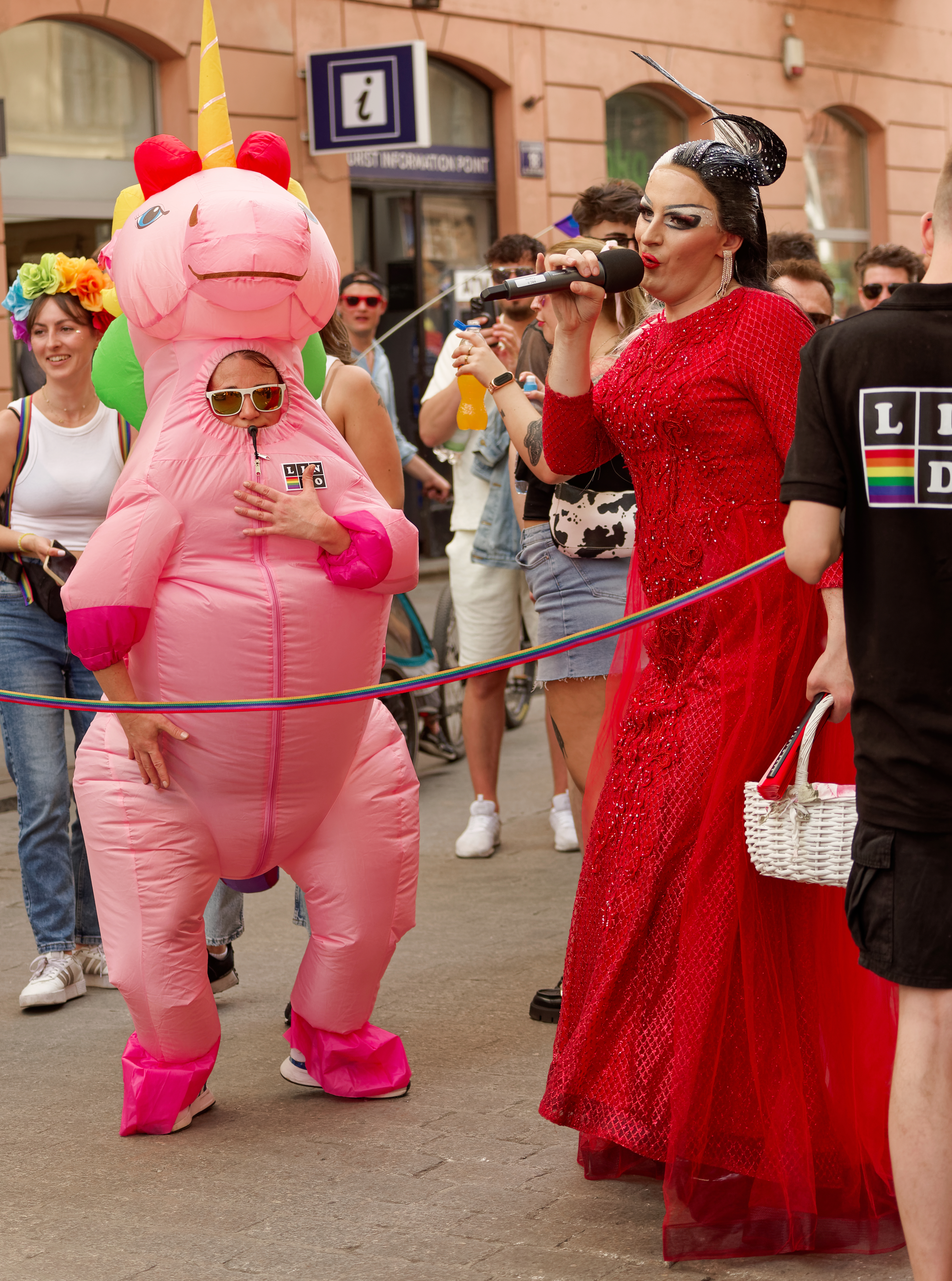
Drag Queen i różowy jednorożec na marszu równości w Krakowie w 2024

Wynik wyborów parlamentarnych z 15 października 2023, który mimo formalnego zwycięstwa komitetu Zjednoczonej Prawicy spowodował zmianę koalicji rządzącej, otworzył nowe perspektywy wobec postulatów podnoszonych na kolejnych marszach i paradach równości. W składzie nowej koalicji rządzącej znalazła się Lewica popierająca postulat dotyczący równości małżeńskiej dla wszystkich oraz Koalicja Obywatelska, która zawarła w swym programie wyborcznym obietnicę wprowadzenia związków partnerskich. Premier Donald Tusk powołał posłankę Lewicy Katarzynę Kotulę na ministrę ds. równości. Jednym z jej zadań stało się opracowanie projektu ustawy o związkach partnerskich.

### Rok 2024

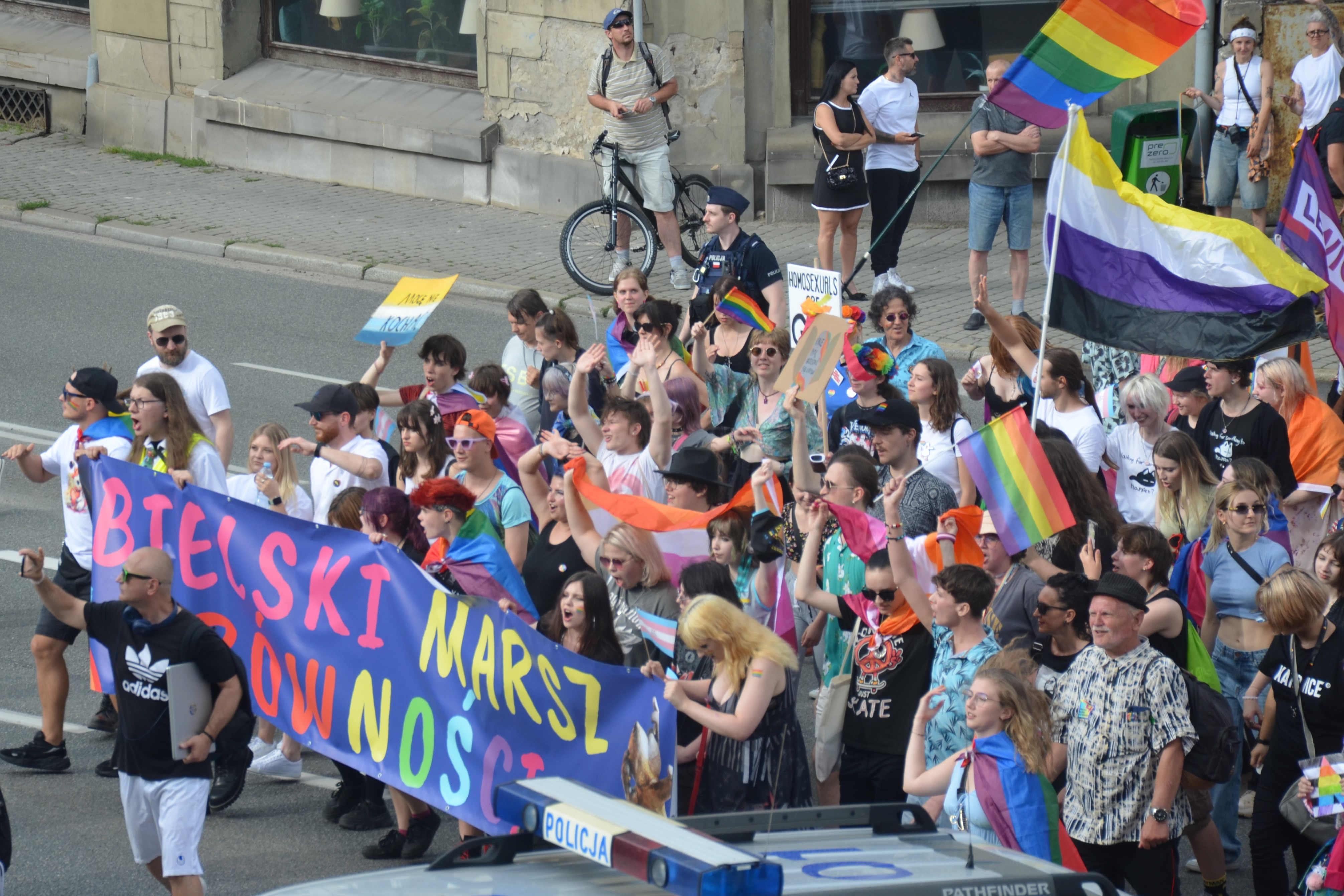
Marsz Równości, Bielsko-Biała, 2024

W zmienionej rzeczywistości politycznej marsze organizowane w 2024 roku miały pełnić nie tylko rolę protestów, jak dotychczas, ale być przede wszystkim środkiem nacisku na nowe władze, by przyspieszyły realizację postulatów podnoszonych przez środowiska LGBTQ+. Jednak po upływie kilku miesięcy od powstania nowego rządu stało się jasne, że uchwalenie nawet kompromisowych rozwiązań nie nastąpi szybko, a wypowiedzi wielu polityków wchodzących w skład koalicji rządzącej rodziły obawy czy rzeczywiście znajdzie się większość sejmowa gotowa odpowiednie ustawy przegłosować. Oczekiwania organizatorów poszczególnych marszów wyrażone były podczas przemówień w trakcie wydarzeń i w hasłach przewodnich wydarzeń, między innymi: "Równość się rzekło!" (Łódź), "Równość na horyzoncie" (Wrocław) czy "Czas na Równość jest TERAZ!" (Warszawa). Ministra Kotula brała udział zarówno w marszu w Poznaniu czy Łodzi, jak i w Paradzie Równości w Warszawie, gdzie składała deklaracje dotyczące realizacji podstawowych postulatów społeczności LGBTQ+, niemniej w ocenie opinii publicznej za deklaracjami nie szły odpowiednio energiczne działania.
Rok 2024 przyniósł podobną do poprzedniego liczbę zaplanowanych marszów równości, choć nie wszystkie miasta, które organizowały je rok wcześniej były gospodarzami podobnych manifestacji ponownie. Łącznie marsze przeszły ulicami 41 miejscowości. Z większych miast w 2024 trudności w organizacji marszu pojawiły się w Białymstoku i Częstochowie, co miejscowi aktywiści tłumaczyli wypaleniem i brakiem chętnych do pracy przy ich organizacji. Ostatecznie jednak i w tych miastach wydarzenia udało się przeprowadzić. Przybyło natomiast mniejszych ośrodków, w których odbyły się lub zostały zaplanowane marsze po raz pierwszy, począwszy od Kołobrzegu, Stargardu, Strzelec Krajeńskich po Rawicz, Świdnicę, Włocławek, Gliwice i Śrem. Większość miast debiutujących w roku 2023 w roli gospodarzy marszów było świadkami ich kolejnych edycji w roku 2024. Tak było chociażby w Jeleniej Górze, Zgorzelcu, Piasecznie czy Krośnie. Szerokim echem w mediach odbił się konflikt wśród organizatorów najstarszej i największej Parady Równości w Warszawie, która zakończyła się rozłamem i w sumie organizacją trzech niezależnych wydarzeń, w tym dwóch pretendujących do miana „prawdziwej” Parady Równości.

## Koalicja Miast Maszerujących
Szybki wzrost liczby miast, w których są organizowane marsze w latach 2018-19 zaowocował nawiązaniem współpracy pomiędzy lokalnymi organizacjami LGBT+ w celu wymiany doświadczeń, wsparcia organizacyjnego i finansowego poszczególnych podmiotów. 5-6 stycznia 2019 roku w Poznaniu odbył się I Kongres Miast Maszerujących, w którym wzięli udział przedstawiciele różnych organizacji i grup z 13 miast. Głównym organizatorem był gospodarz spotkania – Stowarzyszenie Grupa Stonewall. Kolejny, II Kongres Miast Maszerujących po równość osób LGBT+ odbył się 17-19 stycznia 2020 roku w Warszawie. 
Na III Kongresie, który odbył się 26-27 października 2021 w Łodzi, przedstawiciele 27 organizacji i grup podpisali Deklarację Koalicji Miast Maszerujących po równość osób LGBT+ i powołali bardziej formalną strukturę – Koalicję Miast Maszerujących, której zadaniem jest rozwijanie stałej współpracy pomiędzy organizatorami Parady i Marszów Równości w całym kraju. Koalicja Miast Maszerujących organizuje dla działaczy lokalne zjazdy i warsztaty służące wsparciu merytorycznemu, psychologicznemu i organizacyjnemu osobom zaangażowanym w organizację Marszów Równości. 
Kolejne Kongresy Miast Maszerujących odbyły się w Gdańsku (IV Kongres, 24-25 września 2022), Wrocławiu (V Kongres, 3-5 marca 2023) i Katowicach (VI Kongres, 1-3 marca 2024). Obecnie (2024) do Koalicji należą 26 organizacje.

## Marsz Równości Osób Transpłciowych i Niebinarnych
Pierwszy Ogólnopolski Dzień Widoczności Osób Transpłciowych odbył się 25 marca 2023 roku w Poznaniu. W ramach tego wydarzenia poprowadzono różne prezentacje, prelekcje, warsztaty i panele dyskusyjne. Prowadziły je między innymi takie osoby jak Monika Pacyfka Tichy, Lu Olszewski, Piotr Jacoń, Teo Łagowska, Kaj Koperski i Agnieszka Dziemianowicz-Bąk. 
W ramach drugiej edycji tego wydarzenia, które miało miejsce 13 kwietnia 2024 roku, odbył się także pierwszy Marsz Równości Osób Transpłciowych i Niebinarnych. Głównym organizatorem była Fundacja Lambda Polska. Na wydarzeniu wystąpiły między innymi Anna Grodzka, Ewa Maria Hołuszko, Anu Czerwiński, Małgorzata Szumowska, Michał Englert, Marek Kozakiewicz, Katarzyna Kotula, Krzysztof Śmiszek i Sylwia Spurek. W marszu wzięło udziało około 250 osób.
10 mają 2025 roku Marsz Równości Osób Transpłciowych i Niebinarnych odbył się w Poznaniu po raz drugi. W marszu wzieło udział około 200 osób, towarzyszyła też mu trzyosobowa kontrmanifestacja.

## Zakazy marszów
Po zakazie i zatrzymaniach uczestników poznańskiego Marszu, w połowie grudnia 2005 dwie agendy ONZ wystosowały interpelacje do polskich władz, 18 stycznia 2006 Parlament Europejski wystąpił z rezolucją potępiającą homofobię w Europie. W uzasadnieniu powołano się na Europejską Konwencję o ochronie praw człowieka i podstawowych wolności oraz inne przepisy, do przestrzegania których zobowiązane są państwa członkowskie Unii Europejskiej, w tym Polska. Sprawiło to, że władze polskie ograniczyły podobne działania.
Zgodnie z polskim prawem władze samorządowe nie mogą prewencyjnie zakazać zgromadzeń powołując się na potencjalne zagrożenie zdrowia, życia i mienia obywateli. Obowiązkiem zarówno władz samorządowych jak i aktywności policji jest zapewnienie bezpieczeństwa uczestnikom manifestacji, wieców i przemarszów. Mimo obowiązujących przepisów dochodziło w Polsce jednak do zakazów prawa wolności zgromadzeń jako naruszających art. 14 ust. 2 Prawo o zgromadzeniach, art. 57 i 32 Konstytucji oraz art. 11 Europejskiej Konwencji Praw Człowieka i podstawowych wolności oraz nawoływań do jego omijania. Władze samorządowe próbowały zakazywać marszów Lublinie (w roku 2018 i 2019) w Gnieźnie, Kielcach, Nowym Sączu, Gorzowie Wielkopolskim i Rzeszowie (2019). Za każdym razem zakazy były jednak uchylane po ostatecznym wyroku sądowym.
Na pikniku gminnym w Zbuczynie 12 sierpnia 2019 przed mającymi się odbyć wyborami parlamentarnymi prezes PiS Jarosław Kaczyński zapytany co zamierza zrobić z tak zwanymi marszami równości oświadczył – gdyby to ode mnie zależało, no to byłoby jasne. Mój brat świętej pamięci, warszawiak, gdy był prezydentem Warszawy, to zakazał. Natomiast, no tu jest sprawa przepisów Unii Europejskiej. No uchylą nam takie zakazy. Sądy zresztą też uchylą, bo sądy są całkowicie pod wpływem tej ideologii. To trzeba inaczej, spokojnie ograniczyć to. W ten sposób, żeby to nie niszczyło polskiej kultury, nie niszczyło polskiego Kościoła. I o to będziemy walczyć.
Kontekst zakazu dyskryminacji osób LGBT poruszany był również w 2018. Stojący na czele delegacji polskiego rządu Łukasz Piebiak, omawiając w Brukseli tekst Konkluzji Rady Unii Europejskiej ws. stosowania Karty Praw Podstawowych w 2017 przyjął stanowisko jej zawetowania. Powodem było zbyt mocne potępienie dyskryminacji osób LGBT w stosunku do potępienia dyskryminacji ze względów religijnych.
Odpowiedzią na zakazy i akty agresji wobec uczestników I Marszu Równości w Białymstoku w dniu 20 lipca 2019 roku były gesty solidarności ze strony osób i środowisk, które wcześniej nie popierały postulatów zwolenników związków partnerskich i równouprawnienia osób homoseksualnych.
W sierpniu 2021 fundacja „Życie i Rodzina” Kai Godek złożyła w Sejmie 140 tysięcy podpisów pod obywatelskim projektem ustawy „Stop LGBT”, który przewiduje zakaz dla organizowania zgromadzeń, których cel dotyczy postulatów ruchu LGBT, m.in. „kwestionowania małżeństwa jako związku kobiety i mężczyzny”, „propagowania rozszerzenia instytucji małżeństwa na osoby tej samej płci”, „propagowania związków osób tej samej płci”, „propagowania orientacji seksualnych innych niż heteroseksualizm”. Jednocześnie projekt ustawy precyzuje definicję słowa „propagowanie”, które rozumiane jest jako „upowszechnianie, rozpowszechnianie, agitowanie, lobbowanie, twierdzenie, oczekiwanie, żądanie, zalecanie, rekomendowanie bądź promowanie”. Na plakatach promujących akcję zbierania podpisów autorzy projektu wprost pisali, że chcą „zakazać marszów LGBT na ulicach polskich miast”. Podpisy pod ustawą zbierano m.in. w kościołach katolickich. Projekt miał swoje pierwsze czytanie w Sejmie 28 października 2021 roku i 29 października został skierowany do dalszego procedowania w komisji administracji i spraw wewnętrznych.